# Limnophyes globifer
Limnophyes globifer är en tvåvingeart som först beskrevs av Lundstrom 1915.  Limnophyes globifer ingår i släktet Limnophyes och familjen fjädermyggor. Inga underarter finns listade i Catalogue of Life.